# Coelocraera kistneri
Coelocraera kistneri är en skalbaggsart som beskrevs av Dégallier 1983. Coelocraera kistneri ingår i släktet Coelocraera och familjen stumpbaggar. Inga underarter finns listade i Catalogue of Life.